# Kievit
De kievit of kieviet (Vanellus vanellus) is een weidevogel uit de familie van de plevieren (Charadriidae). De naam wordt meestal uitgesproken als kieviet.

## Beschrijving
De kievit is een forse weidevogel van ongeveer 28 tot 31 cm groot, met een spanwijdte van 67 tot 76 cm. Het gewicht is tussen de 150 en 300 gram.
De rug is recht en in de zomer donkergroen met een paarse en koperen gloed, wat ook voor de bovenkant van de vleugels geldt tot aan het uiteinde met de witte toppen. In de winter is de rug groener met gelige randen aan de veren. De stuit is wit en heeft een zwarte vlek met een witte rand aan het uiteinde van de staart.
Langs de flanken heeft de kievit een zwarte rand. De onderkant van de brede afgeronde vleugels zijn deels wit. Aan het uiteinde heeft de vleugel een witte rand. Vanaf daar tot een derde van de vleugel zijn de veren zwart gekleurd.
De buik is wit met onder de staart een oranje vlek. Ook de bovenkant van de staartdekveren is oranje; bij het nestkrabben is die vlek duidelijk zichtbaar. Van borst tot keel heeft de mannelijke kievit een zwarte band die doorloopt als een zwarte streep onder het oog en over de zwarte korte snavel. De keel is bij het vrouwtje gespikkeld zwart-wit. Op de wang heeft de kievit een witte vlek.
De nek is zwart tot grijs. De kievit heeft een hoog voorhoofd en een zwarte kap die overgaat in de voor de kievit zo karakteristieke zwarte kuif. Deze kuif is bij de vrouwtjes korter dan bij de mannetjes. In de winter is de kuif van het mannetje korter dan in de zomer.

In de vlucht
Tekening Jos Zwarts

## Vlucht
Kenmerkend zijn de brede vleugels en de relatief langzame, flappende vlucht. In de paartijd halen mannetjes acrobatische capriolen uit in de lucht. In Friesland heet dat "oer de wjuk gean", 'over de wiek gaan'.

## Verspreiding en habitat
De kievit is een bekende weidevogel in Europa en Azië. Oorspronkelijk broedden kieviten op grassteppen in gematigd Europa en Azië. De mens is deze gebieden steeds meer gaan gebruiken voor het houden van vee en het verbouwen van gewassen. De kievit is een van de soorten die zich wist aan te passen aan de veranderde omgeving. De kievit broedt nu in allerlei grote open terreinen langs de kust en in het binnenland, meestal op (maïs)akkers, weilanden en graslanden.

## Gedrag
De kievit komt in het najaar in grote groepen samen om naar het warme zuiden te trekken. Bij gevaar veinst een kievit een gebroken vleugel en probeert zo een naderende wezel, vos of hermelijn weg te lokken bij het nest.

## Voedsel
Het hoofdvoedsel van de kievit wordt gevormd door rode regenwormen. Daarnaast eten ze allerlei insecten en ook onrijpe zaden. De beschikbaarheid van wormen bepaalt ook hoeveel vogels zich kunnen vestigen in een bepaald gebied.
Onderzoekers wijzen op de destructieve gevolgen voor de kievit van het injecteren van drijfmest, een techniek die sinds eind 20e eeuw breed wordt toegepast. Vooral het herhaalde kapotmaken (doorsnijden) van de zode en de uitdroging van de bodemtoplaag die daarvan een gevolg is, lijkt een negatieve factor van belang voor het succesvol foerageren van de kievit. Het verdwijnen van insecten en wormen uit het boerenland is een belangrijke negatieve factor voor de levenskansen van jonge kievitkuikens.

## Voortplanting
Het broedseizoen van de kievit loopt van half maart tot in juli. Het vroegst bekende eerste landelijke kievitsei werd gevonden op 28 februari 2019 (bij Vegelinsoord in Friesland); het laatste een volle maand later, op 31 maart 1969 (bij Garijp, ook in Friesland). Vogels waarvan het eerste broedsel is mislukt, proberen het daarna nogmaals, soms tot wel viermaal. Een volledig legsel bestaat uit vier eieren van gemiddeld 47 x 34 mm. Het broeden duurt 26 à 28 dagen. Het nest wordt gemaakt in een ondiep kuiltje op een plek met niet te veel gras. Meestal broedt de kievit op grasland, maar ook op bouwland, vooral met maïsstoppels, worden kievitsnesten aangetroffen.

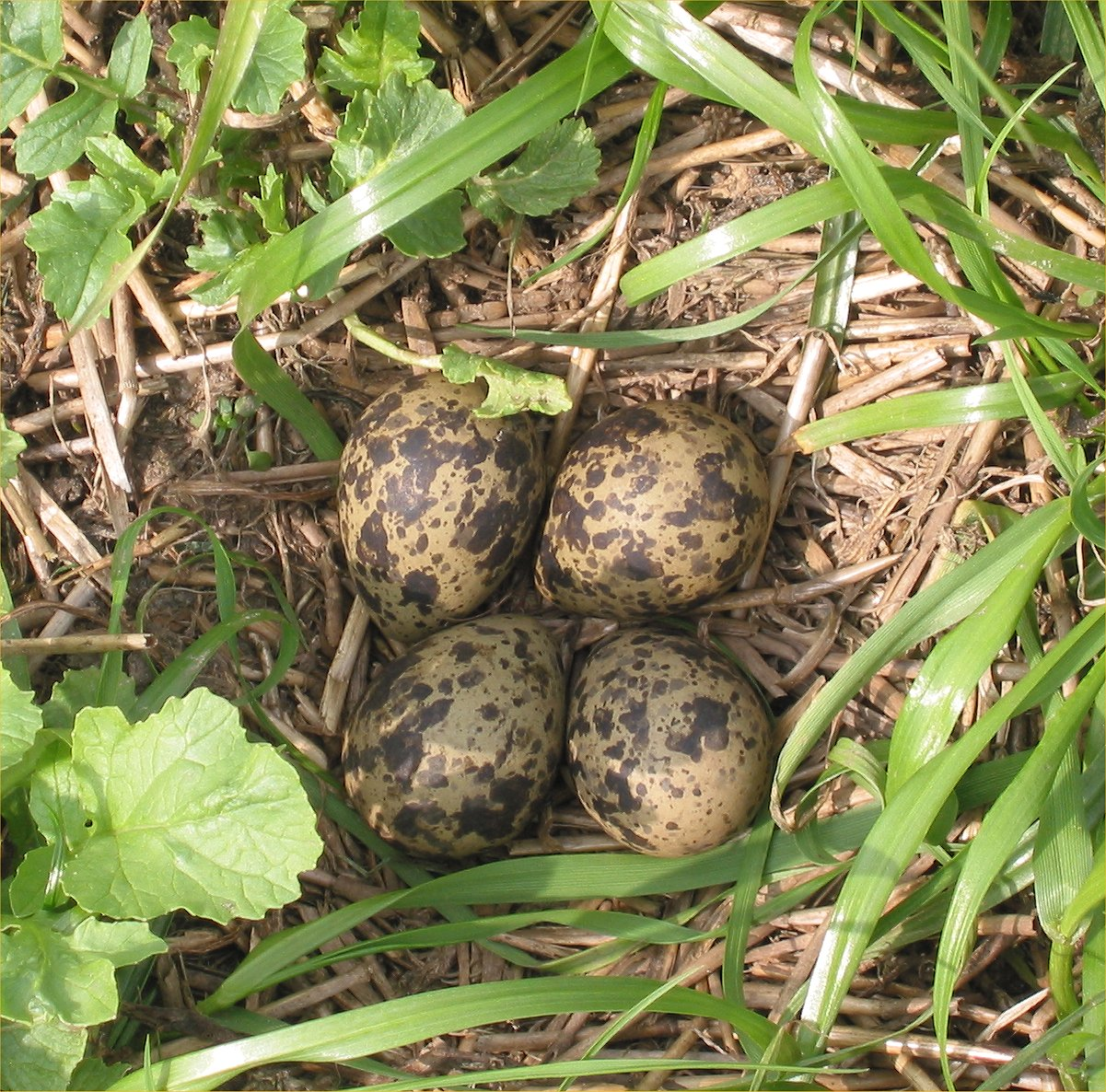
Nest
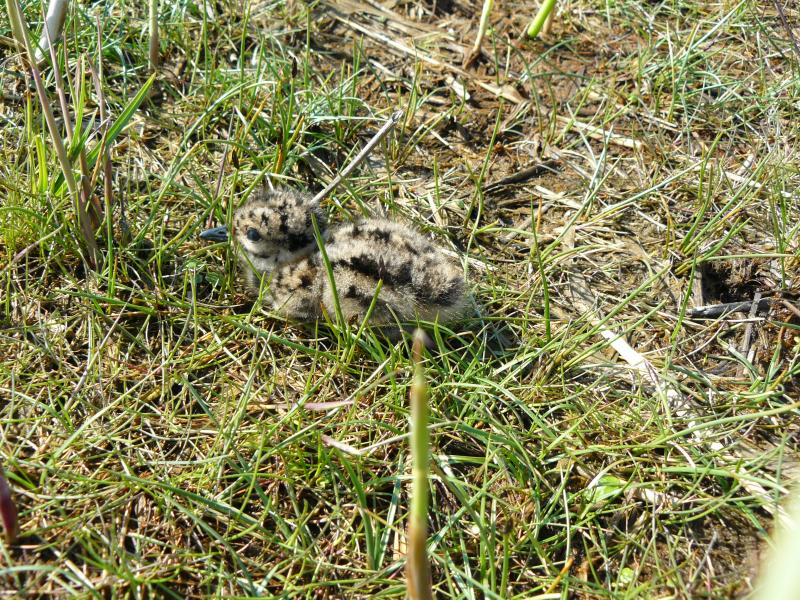
Kuiken

## Status

### Internationaal
Op wereldschaal gaat de kievit in aantal achteruit. Om deze reden staat de soort sinds 2015 als gevoelig op de Rode Lijst van de IUCN.
Onduidelijk is in welke mate de nog steeds bestaande, aanzienlijke jachtdruk in zuidelijke landen (de overwinteringsgebieden) hierbij een rol speelt.

### Nederland
Sinds 1990 is voor de kievit als broedvogel een afname vastgesteld van meerdere procenten per jaar, zoals blijkt uit onderzoek van onder meer Sovon. In 2000 werden 200.000 tot 300.000 broedparen vastgesteld, in 2015 was dat nog ongeveer de helft. De achteruitgang is sindsdien toegenomen. Genoemde oorzaken zijn de steeds intensievere landbouw, de lage waterstand, predatie en verstedelijking.

#### Doortrek en overwintering
Half juni kunnen zich al groepen kieviten vormen; hun broedpogingen zijn dan op niets uitgelopen. Afhankelijk van de weersomstandigheden kunnen dan al trekgolven volgen. De meest omvangrijke zijn waar te nemen in oktober en november. Dan kunnen wel een miljoen kieviten in Nederland verblijven (cijfers tellingen Sovon). Daarmee is de aanwezigheid in Nederland in die periode vele malen hoger dan in de broedtijd in het voorjaar. Bij temperaturen boven het vriespunt blijven grote aantallen in Nederland pleisteren. Als het echt gaat vriezen trekken de vogels door naar Engeland en Frankrijk, of zelfs nog zuidelijker. De terugkeer na de winter kan al vanaf half februari worden waargenomen.

#### Nestzorg
Nestzorg (in de provincie Fryslân spreekt men van neisoarch/nazorg) betekent in de praktijk dat stokken bij de nesten worden gezet en/of ijzeren nestbeschermers over de nesten worden geplaatst wanneer er vee wordt geweid. Dat gebeurt niet alleen bij kievitsnesten met eieren, maar ook bij legsels van andere weidevogels, zoals de grutto, de tureluur, de scholekster en de veldleeuwerik. Dit heeft als nadeel dat roofdieren mogelijk op de nesten worden geattendeerd.
Er wordt veel gewerkt met 'stippenkaarten'; plattegronden van de graslanden van een boer waar nazorg wordt gedaan. Op een kaart worden de gevonden nesten met eieren aangegeven. Het is ook mogelijk drones in te zetten bij de nestbescherming. In verband met de sterke achteruitgang van de weidevogelstand wordt anno 2018 het in broedmachines uitbroeden van kievit- en grutto-eieren overwogen.

#### Kievitseieren rapen

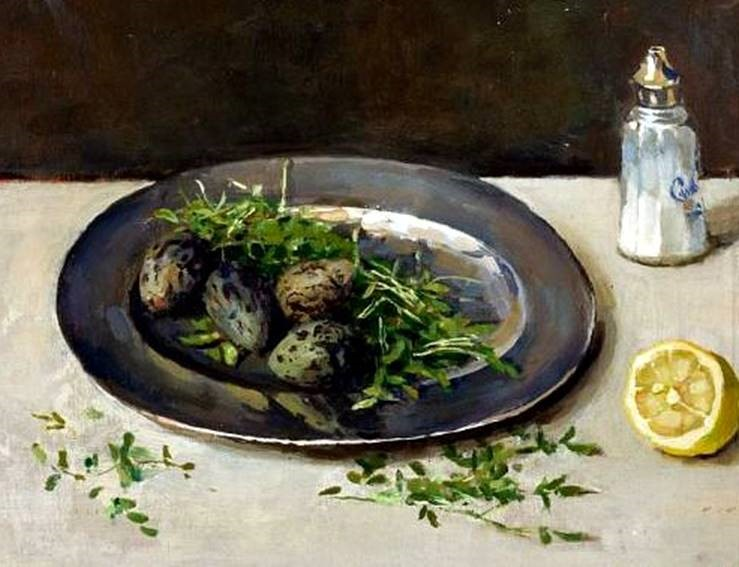
Kievitseieren op een bord
(ca. 1935), schilderij van Lucie van Dam van Isselt

Kievitseieren zoeken en rapen is een oude gewoonte in Nederland. De eieren werden gegeten en de verkoop ervan was lucratief. Jac. P. Thijsse zag er in zijn Texelse jaren (1890-1892) geen bezwaar in. Het eerste kievitsei wordt opgevat als een symbool voor het begin van het voorjaar. Het werd traditioneel aangeboden aan de commissaris van de Koning en de burgemeester van een gemeente; vanaf het midden van de negentiende eeuw tot 1969 ook aan de koningin. Vanaf de jaren 1960 ontstond er in Nederland steeds meer verzet tegen het kievitseierenzoeken en -rapen.
In de Europese Unie is het op basis van artikel 9 van de Vogelrichtlijn (april 1979) onder bepaalde voorwaarden toegestaan kievitseieren te rapen. De Nederlandse Flora- en faunawet van april 2002 decentraliseerde het wel of niet toestaan van kievitseierenzoeken en -rapen naar de provinciale overheden en verbond aan het eierzoeken een aantal beperkende voorwaarden. In geen enkele provincie werd aan die voorwaarden voldaan. In Friesland was wel ontheffing verleend, maar in 2005 oordeelde de Rechtbank Leeuwarden dat de procedure niet correct was gevolgd.
Vanaf 2006 werd het in Friesland weer toegelaten tussen 1 maart en 9 april kievitseieren te zoeken en te rapen. In 2009 mochten in totaal 6431 kievitseieren worden geraapt, in 2010 5939, in 2011 en 2012 ook 5939, in 2013 6307 en in 2014 weer 5939. Dit waren de zogenaamde provinciale maxima, met bovendien een persoonlijk zoekersquotum van 15 eieren.
Sinds 2015 is het rapen in geheel Nederland verboden door de Raad van State. De Raad oordeelde dat de populatie van kieviten in 2013 bijna was gehalveerd ten opzichte van 1996. Sinds 2015 worden geen ontheffingen meer verleend. Door de sterke achteruitgang van de stand van de weidevogels overal in Nederland in de laatste twee decennia maakt een verzoek om ontheffing geen enkele kans. Daarmee is in feite het kievitseieren zoeken in het hele land verleden tijd.
In Friesland is wel een procedure bedacht die de eierzoektraditie in het kader van weidevogelbescherming enigszins in stand houdt. Het eerste kievitsei blijft in het nest maar de vinder krijgt de oude beloning van een persoonlijke oorkonde, vijftien euro en de Sulveren Ljip, een in zilver gedreven beeldje van een span kieviten. Ook eerste vondsten in gemeenten zijn mogelijk, maar na die eerste vondst sluit het eierzoeken in de betreffende gemeente onmiddellijk. Deze vorm van 'kievitseierenzoeken 2.0' is voorbehouden aan personen die daadwerkelijk meedoen met de zogenoemde nazorg; zij moeten in het bezit zijn van een persoonsgebonden kaart, die door een erkend verband van vogelbeschermers wordt gecontroleerd en kan worden ingetrokken als de zoeker de regels niet naleeft.

##### Data en vindplaatsen eerste kievitsei
| Jaar | Maand    | Dag | Polder            | Plaats         | Provincie     |
| ---- | -------- | --- | ----------------- | -------------- | ------------- |
| 2005 | maart    | 16  | Eempolder         | Eemnes         | Utrecht       |
| 2006 | maart    | 18  |                   | Beek en Donk   | Noord-Brabant |
| 2007 | maart    | 7   |                   | Spannenburg    | Friesland     |
| 2008 | maart    | 3   | Maatpolder        | Eemnes         | Utrecht       |
| 2009 | maart    | 8   | Maatpolder        | Eemnes         | Utrecht       |
| 2010 | maart    | 16  |                   | Britsum        | Friesland     |
| 2011 | maart    | 6   | Commandeurspolder | Maasland       | Zuid-Holland  |
| 2012 | maart    | 10  |                   | Oudehaske      | Friesland     |
| 2013 | maart    | 21  |                   | Ede            | Gelderland    |
| 2014 | maart    | 5   |                   | Delwijnen      | Gelderland    |
| 2015 | maart    | 8   |                   | Schelluinen    | Zuid-Holland  |
| 2016 | maart    | 9   |                   | Sint-Oedenrode | Noord-Brabant |
| 2017 | maart    | 9   |                   | De Ronde Venen | Utrecht       |
| 2018 | maart    | 14  |                   | Giessenlanden  | Zuid-Holland  |
| 2019 | februari | 28  |                   | Vegelinsoord   | Friesland     |
| 2020 | maart    | 2   |                   | Bruchem        | Gelderland    |
| 2021 | maart    | 5   | Groot-Mijdrecht   | Vinkeveen      | Utrecht       |
| 2022 | maart    | 9   |                   | Hengevelde     | Overijssel    |
| 2023 | maart    | 11  |                   | Hasselt        | Overijssel    |
| 2024 | maart    | 2   |                   | Beuningen      | Gelderland    |
| 2025 | maart    | 7   |                   | Ravenstein     | Noord-Brabant |

## Afbeeldingen

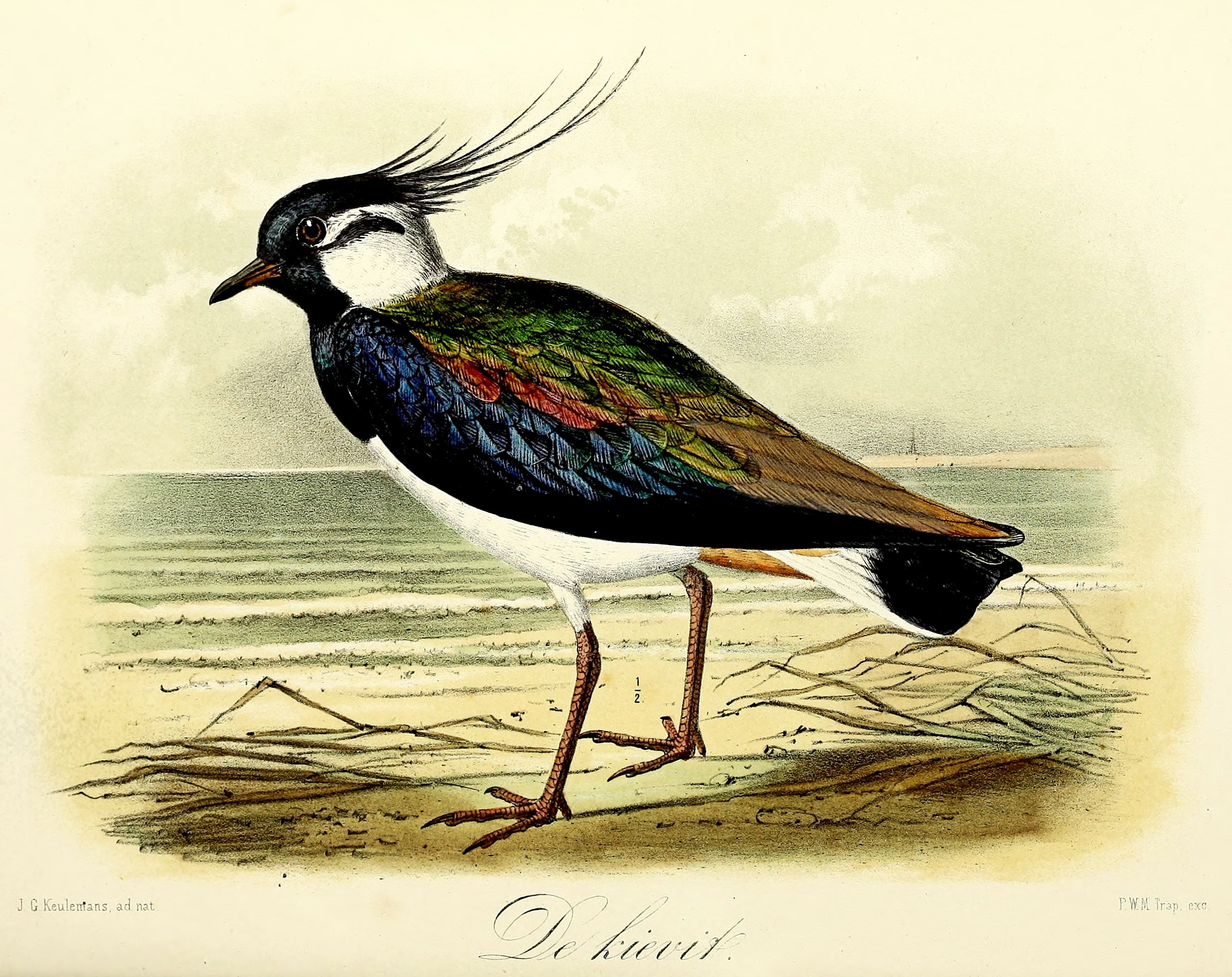
De Kievit (1869), John Gerrard Keulemans

## Video
- Alarmerende kievit in bloemrijk grasland
- Kievitsnest met jongen op bouwland